# 휴머니즘에 대해서
⟪휴머니즘에 대하여⟫(Brief über den »Humanismus«)는 1947년에 독일의 철학자 마르틴 하이데거가 출판한 책이다. 1946년 가을에 파리의 장 보프레 앞으로 씌어지고, 1947년 스위스에서 <플라톤의 진리론>에 첨가되어 ⟪휴머니즘에 대한 편지⟫로서 공간되었으나, 1947년에 독일에서 별쇄(別刷)로 출판되었을 때의 제목이 ⟪휴머니즘에 대해서⟫이다. 하이데거의 사상에 전회(轉回)가 있었다는 것이 이 책에서 처음으로 알려졌다.
⟪존재와 시간⟫ 전반인 제1부 제3편은 공간된 제2편까지에서 얻은 존재의 의미로서의 시간에 입각하여, '시간과 존재'라는 제목으로 시간을 존재의 지평(地平)으로 생각해 볼 예정이었다. 그러나 그것이 예정대로 되지 않은 것은, 지금까지의 형이상학에서는 고찰되지 않은 존재의 의미를 사색해 감에 따라서 시간이라는 것도 지금까지의 형이상학에서의 사고방식을 버리지 않으면 제대로 파악되지 않는다는 것이 차츰 명백해졌기 때문이다. '존재와 시간'으로부터 '시간과 존재'로의 전회에는 형이상학의 본질을 규명하고 이에서 떠나는 1930-40년대 중엽까지의 긴 사색의 시간이 필요했다. 이 책은 그 성과인 새로운 존재의 사색을 처음으로 기본적으로 공개한 것이며, 하이데거의 사색의 제3기가 시작되는 것이다.
하이데거는 지금까지의 휴머니즘은 형이상학에 입각하여 인간은 이성을 가진 동물이라고 해석하였다. 그러나 인간의 본질은 주관이나 객관에서 구해지지 않듯이 실존에 있는 것도 아니다. 인간은 이미 형이상학으로부터 생각될 수 있는 것은 아니다. 인간의 본질의 존재의 본질을 바탕으로 존재의 밝음 속에 드러난 탈자(脫自) ―― 존재(存在)이다. 존재의 진상은 운명적으로만 스스로 나타난다. 존재의 진상은 존재의 운명으로서, 존재의 역사로서 주어지는 것이며, 형이상학 자체가 이러한 존재 역사의 한 국면이다. 존재가 건네는 말에 귀를 기울이고 따르는 것, 이것이 인간의 운명이다. 말은 존재의 집이다.

## 같이 보기
- 반인문주의